# Nicola Dioguardi
Nicola Dioguardi (Bari, 13 luglio 1921 – Milano, 2 maggio 2019) è stato un medico e schermidore italiano.
Nel 1951 conquistò la medaglia d'oro di fioretto a squadre ai I Giochi del Mediterraneo. In seguito si affermò come valente epatologo.

## Biografia
Figlio primogenito dell'architetto barese Saverio Dioguardi e della friulana Maria Blasutigh, dopo la maturità classica proseguì gli studi presso l'Università di Bologna, laureandosi nel 1945 in Medicina e chirurgia, con lode e bacio accademico. La sua tesi di laurea, intitolata "La questione del morbo di Banti", ottenne dignità di stampa e il premio "Augusto Murri" per la migliore tesi di laurea di quell'anno accademico.
Negli anni della formazione universitaria collaborò con Armando Businco (che sarebbe divenuto suo suocero) presso l'istituto universitario di Anatomia patologica, e poi con l'istituto di Patologia medica diretto da Giulio Sotgiu. Nel 1949 si trasferì a Milano su sollecitazione di Luigi Villa, ordinario di Clinica medica all'Università Statale., che aveva apprezzato alcune sue pubblicazioni di chimica biologica.
Parallelamente agli studi e all'attività professionale, si dedicò allo sport agonistico, in particolare nella scherma, prima per il Circolo Schermistico Bolognese e poi per la Sala Mangiarotti di Milano. Nel 1951 prese parte ai I Giochi del Mediterraneo di Alessandria d'Egitto rappresentando la nazionale italiana nel fioretto a squadre e conquistando pertanto la medaglia d'oro insieme a Edoardo Mangiarotti, Alessandro Mirandoli, Antonio Spallino e Mario Favia. Nello stesso anno, a Nizza, aveva fatto parte della formazione italiana vincitrice della seconda edizione della Coppa in memoria di Giulio Gaudini.
Nel 1962, a 41 anni, assunse la cattedra di patologia medica presso l'Università degli Studi di Cagliari, dove diresse l'istituto di Patologia medica. Nel 1968 fece ritorno alla Statale di Milano come direttore dell'istituto di Semeiotica medica. Due anni dopo si trasferì alla cattedra di Patologia medica, sempre alla Statale, e nel 1972 a quella di Clinica medica. Dalla fine degli anni settanta si dedicò in misura crescente all'epatologia. Dal 1984 diresse l'istituto di Medicina interna e il centro studi di Medicina teoretica. Nel 1983 ha tenuto un ciclo di conferenze negli Stati Uniti, alla Mount Sinai University ed al Veteran Administration Hospital di New York.
Nel 1989, con gli imprenditori Carlo Romagnoli e Gianfelice Rocca, pose le basi per la fondazione dell'Istituto Clinico Humanitas, che venne poi inaugurato nel 1996; quivi assunse la carica di direttore scientifico e sovrintendente scientifico e nel 2001 istituì il Laboratorio per lo studio delle misure metriche in medicina, di cui fu direttore.

## Pensiero
L'attività medica di Nicola Dioguardi, divisa fra ricerca universitaria e pratica ospedaliera, è stata improntata a una visione della medicina come scienza complessa, legata tanto alla dimensione umana nella cura del paziente quanto alla commistione con le altre discipline scientifiche ed in particolare con lo studio dei sistemi complessi.
Dal punto di vista umano, ha guardato con disincanto alla crescente spersonalizzazione del rapporto fra medico e malato, a suo dire dovuta alla progressiva diffusione del modello medico statunitense basato più sull'applicazione di protocolli che sull'esercizio di una semeiotica personalizzata. Allo stesso tempo, come ricercatore, ha enfatizzato l'importanza dei dati e delle misure per l'attività diagnostica e per la definizione di terapie mirate. Negli anni novanta ha studiato le applicazioni della geometria frattale, della teoria generale dei sistemi e della teoria delle catastrofi per quantificare le irregolarità delle lesioni al fegato rilevabili in pazienti affetti da epatopatia. Questo filone di studi si è concretizzato nello sviluppo dell'Histological Metrizer, uno strumento che, a partire dalla lettura della biopsia del fegato, fornisce le informazioni quantitative per valutare l'evoluzione delle patologie.

## Pubblicazioni
Dal 1950 Nicola Dioguardi è stato autore di oltre 200 pubblicazioni scientifiche su riviste internazionali e ha scritto diverse monografie di carattere scientifico e divulgativo dedicate alla semeiotica medica e allo studio del fegato.  Nel 1994 ha scritto inoltre "Lettere al cardinale", una raccolta di riflessioni sui temi di attualità in un ideale dialogo a distanza con il cardinale Carlo Maria Martini, allora arcivescovo di Milano.
- (con Aldo Bernelli-Zazzera e H. Popper, curatori), Acute Hepatic Failure, Piccin, Padova, 1978. ISBN 8821205924.
- Il sistema epatico, la sua funzione e i differenti quadri della sua insufficienza, Pozzi Edizioni, Roma, 1982. ISBN 8870250210.
- Il fegato: un sistema aperto, Masson Editore, Milano, 1984. ISBN 8821417077.
- Liver system: a non organicistic model, Istituto Lombardo di Scienze e Lettere, Milano, 1990.
- Il fegato a più dimensioni, Etas, Milano, 1993. ISBN 8845305600.
- Lettere al cardinale, Mursia, Milano, 1994. ISBN 8842516147.
- Nuovo Roversi – Diagnostica e terapia, Ariete Salute Editore, Milano, 1998. ISBN 8890028351.
- Prolegomeni allo studio della fisica del fegato, EDIMES, Pavia, 2002.
- (con G.P. Sanna) Moderni aspetti di semeiotica medica. Segni, sintomi e malattie, SEU, Roma 2011. ISBN 9788865150511.
- (con Fiorenza Presbitero) Ci vuole fegato per chiamarsi Nicola Dioguardi, ALT Associazione per la lotta alla trombosi e alle malattie cardiovascolari, 2016.